# Adrian Moorhouse
Adrian David Moorhouse (ur. 24 maja 1964 w Bradford) – brytyjski pływak specjalizujący się w stylu klasycznym, mistrz olimpijski z Seulu na dystansie 100 m stylem klasycznym.

## Życiorys
Jest czterokrotnym mistrzem Europy. Po igrzyskach w Seulu został odznaczony Kawalerią Orderu Imperium Brytyjskiego (MBE). W 1990 r. został wybrany najlepszym pływakiem w Europie.
Na Mistrzostwach Świata w 1991 r. w Perth zdobył srebro na 100 m stylem klasycznym. Po zakończeniu kariery pływackiej rozpoczął pracę w BBC, jest komentatorem wydarzeń sportowych związanych z pływaniem.